# Merašice
Merašice (in ungherese Merőce) è un comune della Slovacchia facente parte del distretto di Hlohovec, nella regione di Trnava.